# Liolaemus azarai
Liolaemus azarai este o specie de șopârle din genul Liolaemus, familia Tropiduridae, descrisă de Avila în anul 2003. Conform Catalogue of Life specia Liolaemus azarai nu are subspecii cunoscute.